# Глеб Владимирович (князь муромский)
Гле́б Влади́мирович (ок. 990-е — 9 сентября 1015, возле Смоленска; в крещении Дави́д) — князь Муромский (около 1013—1015), сын великого киевского князя Владимира Святого от царевны Анны или от неизвестной «болгарыни», возможно, из волжских болгар.
Похоронен вместе с братом Борисом в Вышгороде. Канонизирован Русской православной церковью; под именем Давид Польский входит в список святых Римско-Католической церкви.

## Биография

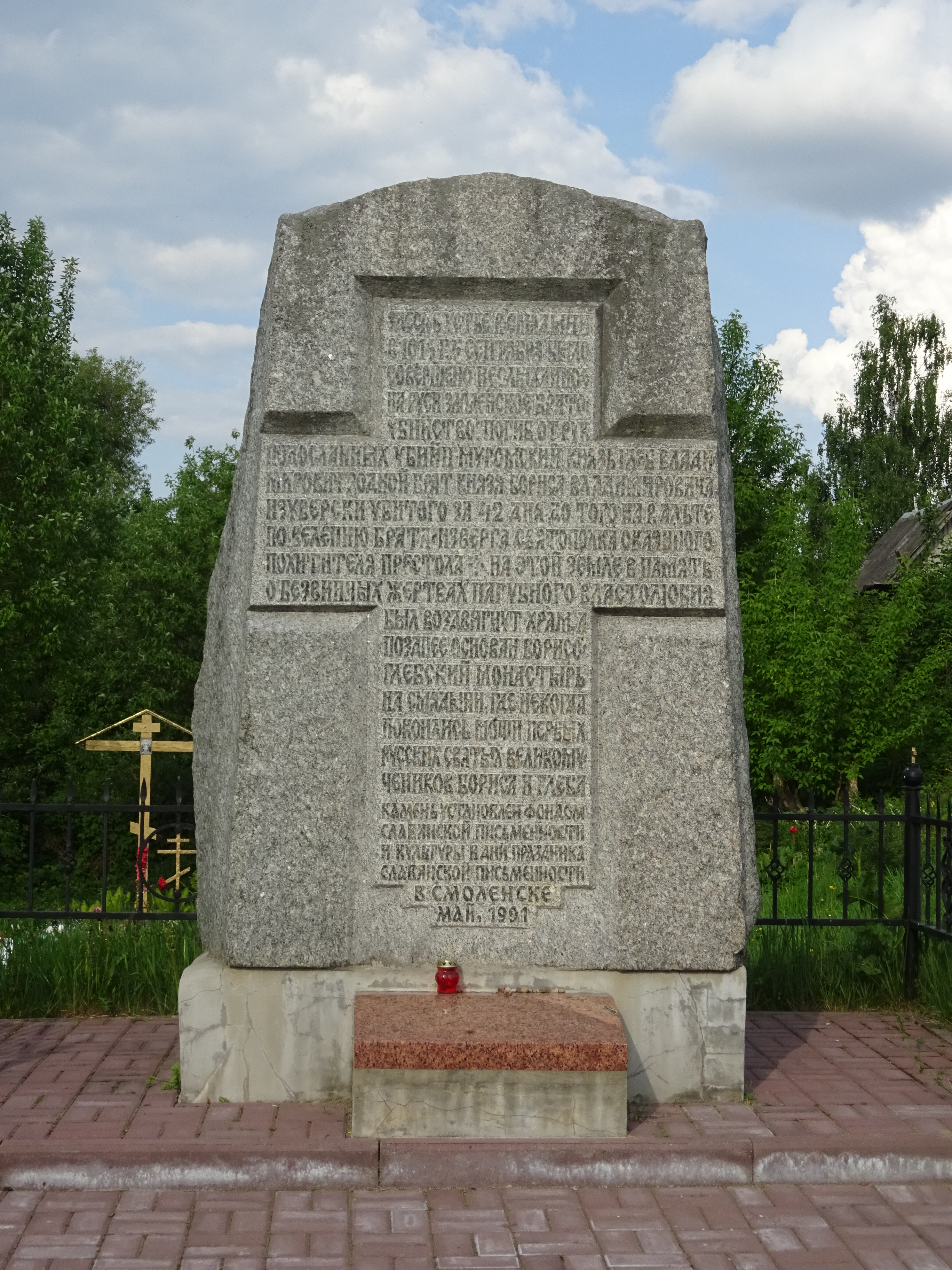
Памятный знак на месте убийства князя Глеба в Смоленске

После убийства Бориса Святополк позвал в Киев Глеба, опасаясь, что, будучи с убитым Борисом не только единокровным, но и единоутробным братом, тот может стать мстителем. Когда Глеб остановился возле Смоленска, он получил от четвёртого брата — Ярослава Мудрого — известие о смерти отца, о занятии Киева Святополком, об убийстве им Бориса и о намерении убить и его, Глеба; при этом Ярослав советовал ему не ездить в Киев.
Как гласит житие, когда юный князь со слезами молился об отце и брате, явились посланные к нему Святополком и проявили явное намерение убить его. Сопровождавшие его отроки, по известиям летописей, «пали духом», а по житиям святого князя им запрещено было употреблять в защиту его оружие. Горясер, стоявший во главе посланных Святополком, приказал зарезать князя его же повару, родом торчину.
В 1019 году, когда Ярослав занял Киев, по его приказу тело Глеба было отыскано, привезено в Вышгород и погребено вместе с телом Бориса у церкви Святого Василия.

### Канонизация и почитание на Руси
Канонизирован вместе с братом Борисом Русской православной церковью как страстотерпцы — Святые Борис и Глеб. Дни памяти в Русской Православной Церкви: 2 (15) мая (перенесение мощей святых братьев), 24 июля (6 августа) (вместе с князем Борисом), 5 (18) сентября, а также в Соборах Владимирских, Ростово-Ярославских, Рязанских, Тульских святых.
Святой Глеб считается покровителем хлебных злаков по причине созвучия слов Глеб и хлеб.

## Образ в кино
- «Ярослав Мудрый» (СССР, 1981), режиссёр Григорий Кохан. В роли князя Глеба Николай Белый.
- «Сага древних булгар. Лествица Владимира Красное Солнышко» (Россия, 2004) — в фильме рассматривается версия того, что братья Борис и Глеб являлись сыновьями Владимира от «болгарыни» — сестры эмира Волжской Булгарии.